# Dagala Gewog
Dagala (Dzongkha: དར་དཀར་ལ་), auch Darkarla, ist einer von acht Gewogs (Blöcke) des Dzongkhags Thimphu in Westbhutan. 
Dagala Gewog ist wiederum eingeteilt in fünf Chiwogs (Wahlkreise). Laut der Volkszählung von 2005 leben in diesem Gewog 1497 Menschen in 247 Haushalten auf einer Fläche von 101 km². 
Die Dzongkhag Administration nennt in ihrem Internetauftritt, Stand Juni 2015, eine Fläche von 85 km² und 41 Haushalte.
Der Gewog befindet sich im Süden des Distrikts Thimphu und erstreckt sich über Höhenlagen zwischen 2280 und 4713 m.
Die Bevölkerung des Gewogs erwirtschaftet ihren Lebensunterhalt fast ausschließlich als nomadische Yak-Hirten. Obwohl dabei relative hohe Einkommen erzielt werden, ist der allgemeine Lebensstandard gering. Versuche der Regierung, die Bevölkerung Dagalas in Chamgang anzusiedeln, waren nicht sehr erfolgreich. Die jahreszeitlichen Wanderungen mit den Herden werden immer noch fortgesetzt, was es schwierig macht, Dienstleistungen, wie z. B. Gesundheitsversorgung, bereitzustellen. In Chamgang im äußersten Norden des Gewog gibt es immerhin eine weiterführende Schule (Lower Secondary School).
| Chiwog                  | Dörfer bzw. Weiler |
| ----------------------- | ------------------ |
| Chamgang Maed ལྕམ་སྒང་སྨད་ | Chamgang           |
| Chamgang Toed ལྕམ་སྒང་སྟོད་ | Chamgang Toed      |
| Wangdrog ཝང་འབྲོག་        | Wangdrog           |
| Doongdrog འདུང་འབྲོག་      | Doongdrog          |
| Gyaltala རྒྱལ་བལྟ་ལ་       | Gyaltala           |